# Take Me to the Land of Hell
Take Me to the Land of Hell — пятнадцатый студийный альбом японской авангардной художницы и певицы Йоко Оно, изданный 17 сентября 2013 года лейблом Chimera Music.

## Об альбоме
Ровно за год до выпуска пластинки сын певицы — Шон Леннон, используя основные методы интернет-маркетинга:  SMM и SMO, объявил о сотрудничестве Йоко с рядом деятелей музыкальной индустрии, для записи новой работы. Среди них были: Юка Хонда, Кристофер Аллен, Томас Бартлетт, Ленни Кравиц, Ме́ррилл Га́рбус и другие.
Большая часть треков создавалась в конце 2012 года. Оно часто делилась впечатлениями о проделанной работе в СМИ. Она отмечала, что запись Take Me to the Land of Hell сближала её с сыном, открывала новые рамки искусства, помогала забыть бытовые проблемы.
В феврале 2013 года Шон Леннон заявил об окончании работы над альбомом; позже написал в Твиттере о намеренности приурочить издание пластинки к юбилею матери. В июле того же года он выкладывает сингл «Moonbeams» для бесплатного скачивания пользователям, сделавшим предзаказ альбома. Впоследствии, таким же образом сливает всю работу по несколько композиций с августа до релиза Take Me to the Land of Hell в виде цифровой дистрибуции 17 сентября. На физическом носителе пластинка поступила в продажу 19 сентября.
Музыкальная критика тепло приняла новую работу певицы. Практически все журналисты выделили: вычурность, драйв, самоиронию и эмоциональную возвышенность, присущие восьмидесятелетней певице. Но тем не менее вышеперечисленные качества альбома называли искренними, что является крайне нехарактерным среди современной селебрити-культуры.

## Список композиций
Все тексты написаны Йоко Оно.
| №   | Название                              | Длительность |
| --- | ------------------------------------- | ------------ |
| 1.  | «Moonbeams»                           | 5:48         |
| 2.  | «Cheshire Cat Cry»                    | 4:58         |
| 3.  | «Tabetai»                             | 2:45         |
| 4.  | «Bad Dancer»                          | 3:11         |
| 5.  | «Little Boy Blue You're Daddy's Gone» | 3:47         |
| 6.  | «There's No Goodbye Between Us»       | 2:42         |
| 7.  | «7th Floor»                           | 3:06         |
| 8.  | «N.Y. Noodle Town»                    | 3:15         |
| 9.  | «Take Me to the Land of Hell»         | 3:24         |
| 10. | «Watching the Dawn»                   | 2:48         |
| 11. | «Leaving Tim»                         | 2:49         |
| 12. | «Shine, Shine»                        | 4:01         |

| №   | Название               | Длительность |
| --- | ---------------------- | ------------ |
| 13. | «Story of an Oak Tree» |              |

| №   | Название      | Длительность |
| --- | ------------- | ------------ |
| 13. | «Hawk's Call» | 0:15         |